# Caapiranga

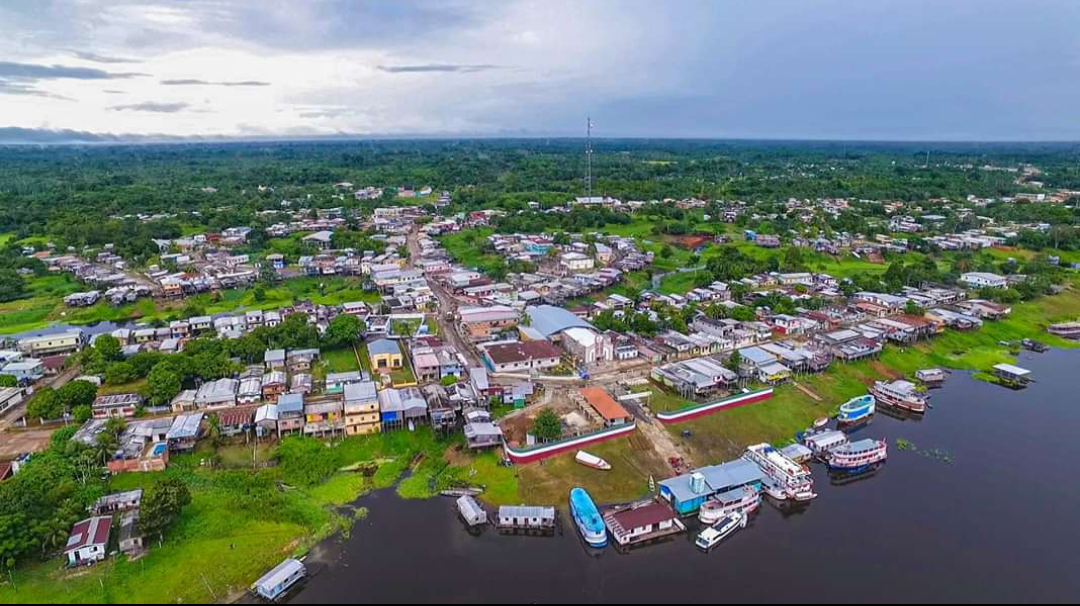

Caapiranga est une municipalité brésilienne de l'État d'Amazonas.